# Hans-Joachim Reske
Hans-Joachim Reske   (Bartoszyce, 9 d'abril de 1940) és un atleta alemany, ja retirat, especialista en els 400 metres, que va competir durant la dècada de 1960.
El 1960 va prendre part en els Jocs Olímpics d'Estiu de Roma, on va disputar dues proves del programa d'atletisme. Formant equip amb Manfred Kinder, Johannes Kaiser i Carl Kaufmann va guanyar la medalla de plata en els 4×400 metres, mentre en els 400 metres quedà eliminat en sèries.
En el seu palmarès també destaquen una medalla d'or en els 4x400 metres i una de bronze en els 400 metres al Campionat d'Europa d'atletisme de 1962; i dues de plata a les Universíades de 1963. A nivell nacional va guanyar el campionat de l'Alemanya Occidental dels 400 metres el 1962.

## Millors marques
- 400 metres. 46.1" (1962)[5]